# Рајзинг Стар (Тексас)
Рајзинг Стар (енгл. Rising Star) град је у америчкој савезној држави Тексас. По попису становништва из 2010. у њему је живело 835 становника.

## Демографија
Према попису становништва из 2010. у граду је живело 835 становника, што је 0 (0,0%) становника више него 2000. године.
| Група             | 2000.       | 2010.       |
| Белци             | 762 (91,3%) | 736 (88,1%) |
| Афроамериканци    | 2 (0,2%)    | 6 (0,7%)    |
| Азијати           | 1 (0,1%)    | 3 (0,4%)    |
| Хиспаноамериканци | 52 (6,2%)   | 87 (10,4%)  |
| Укупно            | 835         | 835         |